# Tomoyoshi Ikeya
Tomoyoshi Ikeya (født 17. juni 1962) er en tidligere japansk fodboldspiller og træner.
Han har spillet for flere forskellige klubber i sin karriere, herunder Hitachi.
Han har tidligere trænet Kashiwa Reysol og Roasso Kumamoto.